# Joseph Rudolph Sawerthal
Joseph Rudolph Sawerthal (ook: Saverthal, Zaverthal, Zavrtal en Zavrthal) (Polep, sinds 1945 Polepy (okres Litoměřice), 5 november 1819 – Leitmeritz, nu Litoměřice, 3 mei 1893) was een Boheems componist, militaire kapelmeester, trompettist en trombonist. Hij is de vader van de zangeres (sopraan) Mathilde Weissmann-Sawerthal, die optredens in Italië, Londen en Praag verzorgde. Joseph Rudolph is verder een broer van Wenzel, Tsjechisch: Václav Hugo Sawerthal, eveneens componist, militaire kapelmeester en klarinettist. Václav Hugo Sawerthal had wederom een zoon Ladislav Joseph Philip Paul, Tsjechisch: Ladislav Josef Filip Pavel Sawerthal, die in Italië studeerde en als dirigent in Italië en in het Verenigd Koninkrijk werkzaam was.

## Levensloop
Joseph Rudolph Sawerthal studeerde van 1831 tot 1837 trompet en trombone aan het Prager Konservatorium, nu Státní konservatori hudby v Praze in Praag. Van 1839 tot 1845 werd hij kapelmeester van de Militaire Muziekkapel van het 6e dragonder regiment in Sárospatak. Van 1845 tot 1850 was hij dirigent van de Militaire Muziekkapel van het Infanterie-Regiment Nr. 53 in Temesvár, nu Timișoara. Van 1850 tot 1864 was hij kapelmeester van het muziekkorps van de K. u. k. Marine in Triëst. In Triëst richtte hij een harmonieorkest Triester Musikverein op en trad daarmee in theaters, casino's en op ballen op.
In 1864 begeleidde Sawerthal Aartshertog Maximiliaan van Mexico naar Veracruz, Mexico. Van 1864 tot de vermoording van de Keizer in 1867 diende hij als hofmuziekdirecteur en generaal-inspecteur van de Mexicaanse militaire kapellen.
Aansluitend vertrok hij naar Engeland en werd "Bandmaster" in diensten van het Britse leger (1868 tot 1890) onder andere was hij dirigent van het 4th Kings Own Regiment band en van de kapel van de "Royal Engineers" in Chatham. Met een Brits militair muziekkorps was hij in 1886 ook in Perzië. Hij werd 1886 door de Sjah Naser ed-Din Kadjar onderscheiden vanwege zijn verdiensten voor de opbouw van een Europees militair muziekkorps.
Sawerthal werd met Oostenrijkse, Franse en Perzische orde onderscheiden. Bovendien was hij een ridder van de Orde van Maria van Guadeloupe.

## Composities

### Werken voor harmonieorkest
- 1844 Cürassier-Marsch
- 1848 Kossuth-Marsch
- 1849 Elegie und Trauermarsch für General Hentzi
- 1857 Fregatte Novara
- 1858 Österreichischer Kronprinzen-Marsch
- 1890 I'm engaged, wals
- Dahlerup-Marsch
- Defiliermarsch (53er Regimentsmarsch)
- Der Schnellsegler
- Kronprinzen-Marsch
- Marine-Urlauber
- Novara Bewillkommnungs-Marsch
- Österreichischer Kronprinzen-Marsch
- Royal de Marine
- Seekadetten-Marsch

### Muziektheater

#### Opera's
- 1847 Pastýrka (Die Alpenhirtin), première: 1847, Temešvár